# Уго Дуро
Уго Дуро (ісп. Hugo Duro, нар. 10 листопада 1999, Хетафе) — іспанський футболіст, нападник «Валенсії».
Виступав за молодіжну збірну Іспанії.

## Клубна кар'єра
Народився 10 листопада 1999 року в Хетафе. Вихованець футбольної школи місцевого «Хетафе». Протягом 2017–2020 років грав паралельно за «Хетафе Б» та основну команду рідного клубу.
Протягом 2020–2021 років був орендований клубом «Реал Мадрид», проте грав здебільшого за команду дублерів «Реал Мадрид Кастілья».
2021 року повернувся до «Хетафе», проте швидко був знову відданий до оренди, цього разу до «Валенсії», куди був запрошений колишнім тренером «Хетафе» Хосе Бордаласом. По ходу сезону 2021/22 був стабільним гравцем основного складу валенсійців і по завершенні сезону уклав із ними повноцінний чотирирічний контракт.

## Виступи за збірну
2020 року провів одну гру у складі молодіжної збірної Іспанії, у якій відзначився забитим голом.

## Статистика виступів

### Статистика клубних виступів
Станом на 19 січня 2024
| Сезон                | Команда              | Чемпіонат            | Чемпіонат | Чемпіонат | Національний кубок | Національний кубок | Національний кубок | Континентальні кубки | Континентальні кубки | Континентальні кубки | Інші змагання | Інші змагання | Інші змагання | Усього | Усього |
| Сезон                | Команда              | Ліга                 | Ігор      | Голів     | Ліга               | Ігор               | Голів              | Ліга                 | Ігор                 | Голів                | Ліга          | Ігор          | Голів         | Ігор   | Голів  |
| -------------------- | -------------------- | -------------------- | --------- | --------- | ------------------ | ------------------ | ------------------ | -------------------- | -------------------- | -------------------- | ------------- | ------------- | ------------- | ------ | ------ |
| 2017–18              | «Хетафе»             | ПД                   | 2         | 0         | КІ                 | 1                  | 0                  | -                    | -                    | -                    | -             | -             | -             | 3      | 0      |
| 2018–19              | «Хетафе»             | ПД                   | 11        | 0         | КІ                 | 3                  | 0                  | -                    | -                    | -                    | -             | -             | -             | 14     | 0      |
| 2019–20              | «Хетафе»             | ПД                   | 12        | 1         | КІ                 | 1                  | 0                  | ЛЄ                   | 2                    | 0                    | -             | -             | -             | 15     | 1      |
| лют.-бер. 2021       | «Реал Мадрид»        | ПД                   | 2         | 0         | КІ                 | -                  | -                  | ЛЧ                   | 1                    | 0                    | СІ            | -             | -             | 3      | 0      |
| серп. 2021           | «Хетафе»             | ПД                   | 1         | 0         | КІ                 | -                  | -                  | -                    | -                    | -                    | -             | -             | -             | 1      | 0      |
| Усього за «Хетафе»   | Усього за «Хетафе»   | Усього за «Хетафе»   | 26        | 1         |                    | 5                  | 0                  |                      | 2                    | 0                    |               | -             | -             | 33     | 1      |
| 2021–22              | «Валенсія»           | ПД                   | 30        | 7         | КІ                 | 6                  | 3                  | -                    | -                    | -                    | -             | -             | -             | 36     | 10     |
| 2022–23              | «Валенсія»           | ПД                   | 30        | 1         | КІ                 | 3                  | 1                  | -                    | -                    | -                    | СІ            | 1             | 0             | 34     | 2      |
| 2023–24              | «Валенсія»           | ПД                   | 21        | 9         | КІ                 | 2                  | 0                  |                      | -                    | -                    |               | -             | -             | 23     | 9      |
| Усього за «Валенсію» | Усього за «Валенсію» | Усього за «Валенсію» | 81        | 17        |                    | 11                 | 4                  |                      | -                    | -                    |               | 1             | 0             | 93     | 21     |
| Усього за кар'єру    | Усього за кар'єру    | Усього за кар'єру    | 104       | 18        |                    | 14                 | 4                  |                      | 3                    | 0                    |               | 1             | 0             | 129    | 22     |